# Park Moczydełko
Park Moczydełko – park w Warszawie, na Ursynowie.

## Położenie i charakterystyka
Park znajduje się w stołecznej dzielnicy Ursynów, na obszarze MSI Natolin, na osiedlu Moczydło pomiędzy ulicami Wełnianą i Stryjeńskich. Powierzchnia wynosi 0,83 ha. Na jego terenie znajduje się oczko wodne Moczydło 3 o powierzchni 0,17 ha, a także ogrodzony plac zabaw dla dzieci. Według państwowego rejestru nazw geograficznych w granicach parku zlokalizowany jest początek Kanału Grabowskiego. W sąsiedztwie znajduje się osiedle mieszkaniowe VitaParc.

## Historia
Park został utworzony wokół zrekultywowanego w 2006 roku ze środków miasta stawu Moczydło 3. W 2009 roku zakończyło się urządzanie terenu zieleni zlecone przez Dzielnicę Ursynów. Prace objęły wykonanie ścieżek i alei, zagospodarowanie istniejącego drzewostanu, nowe nasadzenia, realizację trawników, niwelację i ogrodzenie terenu, realizację architektury ogrodowej i wyposażenia placu zbaw. Zaprojektowano 0,17 ha wód otwartych, 0,17 ha dróg i placów (w tym plac zabaw o pow. 0,05 ha) oraz 0,49 ha zieleni. Wśród wyposażenia parku znalazło się 38 ławek, 20 koszy na śmieci, 2 stojaki na rowery i 2 tablice informacyjne. Wykonano drewniany pomost oraz zejście do stawu. Dokonano nasadzeń 22 drzew, około 1100 krzewów i 3600 bylin oraz 120 pnączy. Plac zabaw wyposażono m.in. w domek, huśtawki, urządzenia wielofunkcyjne i sprawnościowe. Roboczą nazwą skweru była Park oczko wodne „Moczydło 3”.
W 2010 roku Dzielnica ogłosiła konkurs na nazwę parku. Spłynęło 121 propozycji, z czego jury konkursu wybrało trzy, które zostały poddane głosowaniu internetowemu mieszkańców: Migotka, Moczydłowski Zakątek i Moczydełko. Zwyciężyła ostatnia z propozycji, a w marcu 2011 Rada m.st. Warszawy uchwałą nr XII/206/2011 nadała miejscu oficjalną nazwę park Moczydełko.